# Stadio Universitario di Lisbona
Lo stadio Universitario di Lisbona (in portoghese Estádio Universitário de Lisboa) è un complesso sportivo portoghese appartenente all'Università di Lisbona.
Si tratta di un grande complesso sportivo con una grande presenza di alberi, oltre ad avere campi di allenamento, piscine, campi da tennis e padiglioni. La capacità dello stadio è di 8.000 persone.
Lo stadio è stato inaugurato il 27 maggio 1956, ma solo nel 22 agosto del 1989 ne è attivo il servizio. Viene attualmente utilizzato nelle partite di casa della nazionale di rugby portoghese. Ha inoltre ospitato i Campionati del mondo juniores di atletica leggera nel 1994.
Durante la Challenge Cup 2013-14 ha ospitato i tre incontri casalinghi della rappresentativa portoghese Lusitanos XV.